# Loggia del Bigallo

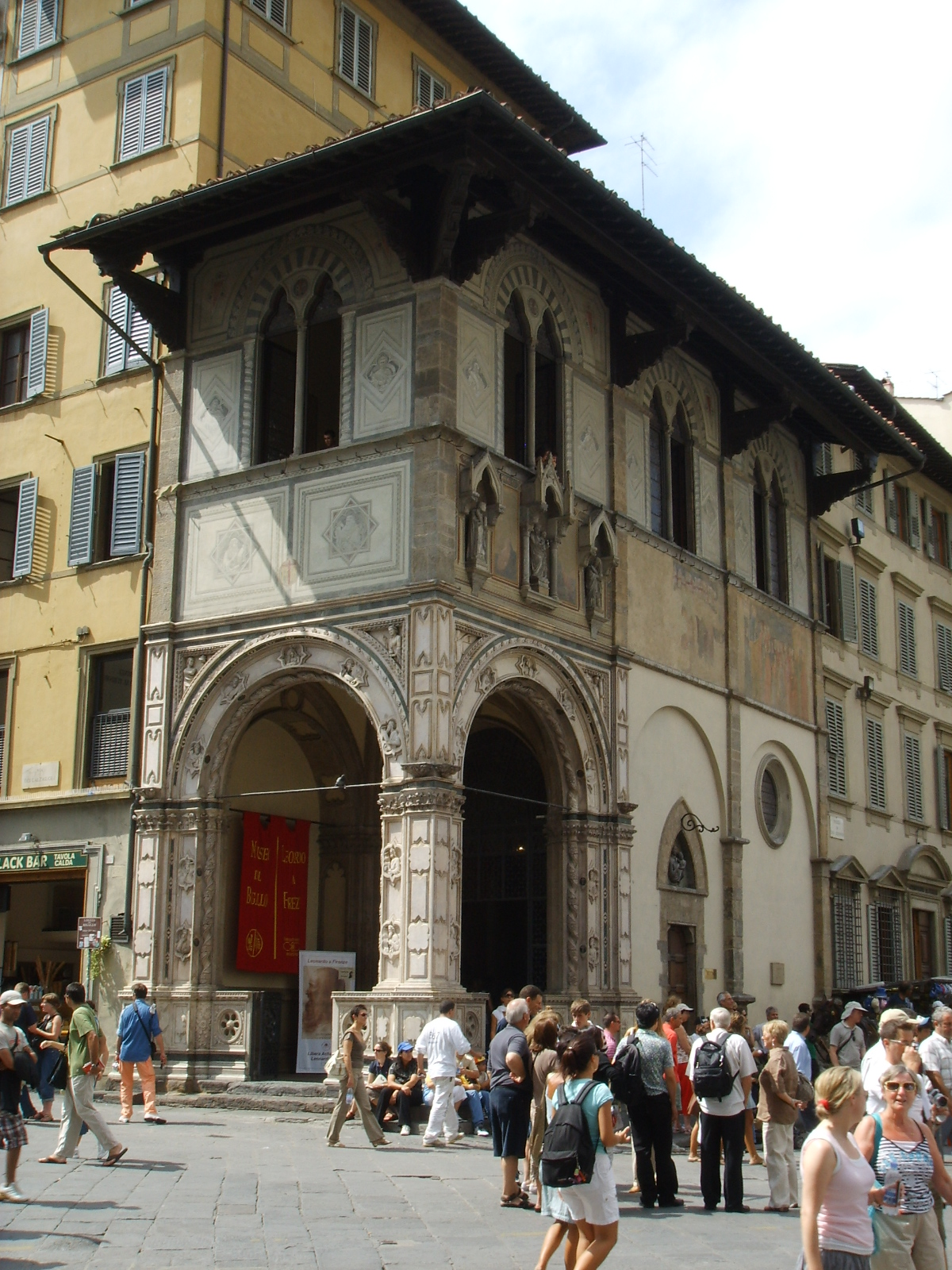
Loggia del Bigallo

A Loggia del Bigallo, com seu palácio anexo, está situado na Piazza San Giovanni, na parte oeste da Praça do Domo, em Florença.
O palácio foi construído para a Compagnia di Santa Maria della Misericordia entre 1352 e 1358, servindo para expôr ao público crianças abandonadas para serem reconhecidas ou adotadas. Hoje é um museu que abriga várias obras dos períodos gótico e renascentista.